# Aníbal Otero
Aníbal Otero Álvarez (Barcia, 21 de enero de 1911 - ibidem, 1 de marzo de 1974) fue un lingüista, filólogo y escritor español en lengua gallega y castellana. En 1936, iniciada la sublevación militar, fue confundido con un espía y condenado por el franquismo a pena de muerte, conmutada por cadena perpetua; permaneció en prisión hasta 1941.

## Biografía
Estudió Filosofía y Letras en Madrid. Participó en la elaboración del Atlas Lingüístico de la Península Ibérica que promovía Ramón Menéndez Pidal y dirigía el fonetista Tomás Navarro Tomás, con la recogida de material en Galicia y el norte de Portugal, donde lo sorprendió la sublevación militar de 1936. Entregado por las autoridades salazaristas a los franquistas el 5 de agosto de 1936, el hallazgo de sus notas con transcripciones en alfabeto fonético fue considerado prueba de espionaje a favor de la República. A pesar de que intercedieron en su favor personalidades como Ramón Menéndez Pidal, Rafael Lapesa y el canónigo compostelano Jesús Carro, fue condenado a muerte. Conmutada la pena, permaneció en prisión hasta 1941.

## Obra de Aníbal Otero

### Lingüística
- 1955 - "Hipótesis etimológicas referentes al gallego-portugués" en Cuadernos de Estudios Gallegos n°32 (1955)
- 1967 - Contribución al diccionario gallego.
- 1977 - Vocabulario de San Jorge de Piquín.

### Literatura
- 1994 - Esmoriz., novela autobiográfica publicada póstumamente.